# Breda Ba.64
Breda Ba.64 byl italský víceúčelový jednomotorový dolnoplošník se zatahovacím podvozkem.

## Vznik a vývoj
Jednomístný prototyp Ba.64 zalétaný v roce 1934 v Sesto San Giovanni vznikl na základě zadání italského letectva, požadující stroj schopný útočných akcí k podpoře pozemních jednotek, klasického horizontálního bombardování, fotografického průzkumu a vzdušného boje s pomalejšími letouny protivníka.
První dva prototypy byly testovány ve zkušebním středisku na letišti Guidonia, poté bylo objednáno 40 kusů ve dvoumístné modifikaci se střelcem v otevřeném prostoru za křídlem. Zadní polosféru letounu mohl bránit pohyblivým kulometem Breda-SAFAT ráže 7,7 mm.

## Konstrukce
Kostra prototypu Ba.64 byla celokovová ze slitin hliníku doplněná ocelovými prvky. Trup oválného průřezu s plochou spodní stranou byl vpředu potažen duralovými plechy, vzadu plátnem. Kokpit umístěný za hned za požární přepážkou motoru byl otevřený s členitým prosklením větrného štítku a s podlouhlou opěrkou hlavy. Křídlo se dvěma nosníky, nahoře a dole spojených vnějšími profily vyztuženým plechovým potahem, mělo navíc duralový potah náběžné hrany vytvářející torzní skříň. Od zadního nosníku k odtokové hraně byl potah plátěný. Pomocný nosník nesl plátnem potažená křidélka s vyvažovacími ploškami a plechové odštěpné vztlakové klapky. Kýlovka, vodorovný stabilizátor i kormidla ocasních ploch měly plátěný potah. Zatahovací hlavní podvozek byl ukryt v nízkých gondolách na spodní straně křídla. V zataženém stavu část kol vyčnívala a chránila tak spodek stroje při případném přistání bez podvozku. Zadní část gondol se vyklápěla se vztlakovými klapkami. Ostruha byla pevná. Hlavňovovu výzbroj tvořila dvojice kulometů Breda-SAFAT ráže 7,7 mm v každé polovině křídla, později neslo několik exemplářů kulomety stejné značky s ráží 12,7 mm. Pod trupem a vně podvozkových gondol pod křídlem mohly být pumové závěsníky s celkovou nosností 400 kg. Pohonnou jednotkou prvních dvou prototypů byl hvězdicový devítiválec Piaggio PX R.C.35 Stella IX se vzletovým výkonem 448 kW s třílistou stavitelnou kovovou vrtulí. Sériové dvoumístné letouny poháněl vzduchem chlazený hvězdicový devítiválec Alfa Romeo 125 R.C.35 s výkonem 485 kW, který byl odvozen od britského motoru Bristol Pegasus.

## Nasazení
Sériovými Ba.64 byly během roku 1937 vyzbrojeny stormo 5 a 50, později např. 102, 139 a 165. Od bojových jednotek byly vyřazovány již v roce 1939, zbylých 27 strojů mateřská továrna přestavovala s nově uspořádanými prosklenými kabinami odvozenými od následného stroje Ba.65. Byly navíc vybaveny zdvojeným řízením se sedadly instruktora a žáka za sebou pro pokračovací výcvik. K výcviku střelců sloužily nemodifikované Ba.64. Poslední čtyři školní Ba.64 dolétaly u Regia Aeronautica v dubnu 1943.
V červnu 1937 byl jeden kus bojově testován ve španělské občanské válce v řadách Aviazione Legionaria. V roce 1938 dva letouny zakoupil Sovětský svaz pro studijní účely.

## Hlavní technické údaje
Data platí pro dvoumístnou bojovou verzi
- Rozpětí: 12,10 m
- Délka: 9,72 m
- Výška: 3,14 m
- Nosná plocha: 23,50 m²

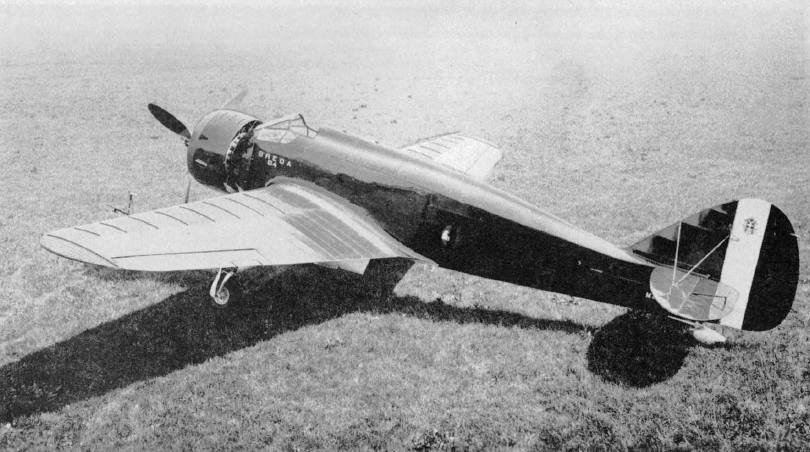
Breda Ba.64

- Hmotnost prázdného letounu: 2030 kg
- Vzletová hmotnost: 3035 kg
- Maximální rychlost u země: 360 km/h
- Cestovní rychlost ve výšce: 300 km/h
- Výstup do 5000 m: 16 min 45 s
- Dostup: 7000 m
- Dolet: 900 km